# Hankóczy Jenő
Hankóczy Jenő (Pusztazselyke, 1879. február 24. – Budapest, 1939. március 2.) mezőgazdasági kutató, a búza- és lisztminőség kérdésének nemzetközi szakembere, a "farinométer" feltalálója.

## Élete, munkássága
Hankóczy Jenő 1879. február 24-én született a Győrhöz közeli Pusztazselykén. Tanulmányait a magyaróvári Gazdasági Akadémián végezte. 1904-től asszisztensi állásban dolgozott a magyaróvári Növénytermelési Kísérleti Állomáson. Itt kezdett el foglalkozni a búza- és lisztminőség vizsgálatával.
1905-ben találta fel a farinométert, amivel a tészta, illetve a sikér nyújthatóságát lehetett megállapítani.
1912-ben a farinométer továbbfejlesztéseként létrehozta a farinograph lisztvizsgáló és minősítő műszert.
Az általa kidolgozott módszere és a farinográf az egész világon elterjedt. 1924-től az Országos Chemiai Intézet igazgatója. 1928-tól megszervezte a Gabona- és Lisztkísérleti Állomást, aminek első igazgatója lett.
Kezdeményezésére indult meg az országos búzakataszter felvétele és a minőségi búzatermesztés elterjesztése Magyarországon.
1939. március 2-án hunyt el Budapesten.

## Művei
- Termelési kísérletek hazai származású kerti veteménymaggal. KK. 1902.
- Gabonatermelési kísérletek. l. Hanna rozstermelési kísérlet. KK. 1904.
- A búza használati értékének meghatározása a sikér fizikai tulajdonságainak alapján. KK. 1906.
- A búza és a búzaliszt minősítése. MMÉK. Bp., 1914.
- Az Országos m. kir. Növénytermesztési Kísérleti Állomás kísérleti malom berendezésének ismertetése. KK. 1914.
- A sikér minőségének meghatározása. KK. 1914.
- A búza minőségromlása és a búzapoloska. Kt. 1931.
- A magyar búzatermelés irányelvei. Előadás a 4. búzanapon. Bp., 1931.
- A búza és a búzaliszt minősítésének és értékesítésének új irányelvei. Bp., 1937. 36 lap.
- Hankóczy Jenő-Surányi János: Indiai búzákkal 1910., 1911., 1912., és 1913. években végzett termelési kísérletek. KK. 1914.
- Hankóczy Jenő-Surányi János-K. Takách Gyula: A magyar búzatermesztés átszervezése, 1931-1937. Bp., 1938, Pátria. 232 lap.

## Emlékezete
- Hankóczy Jenő – Budapesten, az FVM árkádja alatt található – bronz mellszobrát Hadik Magda szobrász készítette 1984-ben.[1]
- Nevét utca őrzi Budán, illetve Csopakon, ahol villát és vitorláshajót is tartott fenn, sírja is a településen található.[2][3]